# Pembangkit Listrik Tenaga Air Insinyur Sutami
Pembangkit Listrik Tenaga Air Insinyur Sutami är ett vattenkraftverk i Indonesien.   Det ligger i provinsen Jawa Timur, i den västra delen av landet, 700 km öster om huvudstaden Jakarta. Pembangkit Listrik Tenaga Air Insinyur Sutami ligger 194 meter över havet. Det ligger vid sjöarna  Waduk Karangkates och Waduk Laor.
Terrängen runt Pembangkit Listrik Tenaga Air Insinyur Sutami är varierad. Pembangkit Listrik Tenaga Air Insinyur Sutami ligger nere i en dal.Runt Pembangkit Listrik Tenaga Air Insinyur Sutami är det tätbefolkat, med 459 invånare per kvadratkilometer. Närmaste större samhälle är Sumberpucung, 4,3 km öster om Pembangkit Listrik Tenaga Air Insinyur Sutami. Omgivningarna runt Pembangkit Listrik Tenaga Air Insinyur Sutami är en mosaik av jordbruksmark och naturlig växtlighet.